# Hua Chunying
Hua Chunying (xinès simplificat: 华春莹, pinyin: Huá Chūnyíng; nascuda l'abril de 1970), és una política xinesa. És la directora adjunta del Departament d'Informació del Ministeri de Relacions Exteriors de la República Popular Xina. Hua és la cinquena portaveu femenina i la 27a portaveu en el càrrec des que el sistema de portaveu es va establir en el ministeri en 1983.

## Biografia
Hua va néixer en una família molt educada a Huai'an, Jiangsu, filla de funcionaris. El seu pare era l'ex secretari de la Comissió de Control Disciplinari del Partit Comunista de la Xina al comtat de Huai'an i la seva mare va ser sotsdirectora d'un districte local. Es va graduar de la Universitat de Nanquín el 1992, on es va especialitzar en anglès a l'Escola de Llengües Estrangeres.
Després de la seva graduació, va ser nomenada funcionària al Departament d'Europa Occidental i durant vint anys va treballar en el Ministeri d'Exteriors xinès fins a aconseguir la posició de portaveu. A partir de 1995, va passar quatre anys a Singapur com a agregada. De 2003 a 2010, va ser promoguda al seu càrrec com a secretària del conseller de la Missió de la Xina a la Unió Europea.
En 2012, Hua va ser ascendida a directora adjunta del Departament d'Informació del Ministeri de Relacions Exteriors de la Xina, que també serveix concurrentment com la portaveu d'aquest ministeri.